# Дадулла
Дадулла (1966 — 13 мая 2007) — афганский военный и религиозный деятель, главнокомандующий силами талибов.
Как считается, Дадулла был главным ответственным за уничтожение талибами гигантских статуй Будды в провинции Бамиан, внесённых в список всемирного культурного наследия ЮНЕСКО.
В ноябре 2001 года руководил обороной Кундуза. В 2003 году возглавил вооружённые силы талибов в Афганистане. По его заявлениям, у него под началом находилось 12 тысяч боевиков, которые контролировали южные провинции Афганистана.
Погиб 12 мая 2007 года в результате операции, проведённой Управлением национальной безопасности Афганистана. Накануне своей гибели он дал интервью, в котором заявил о сотрудничестве «Талибана» с «Аль-Каидой» и о совместной подготовке ими террористических акций в США и Великобритании.